# Такуарембо (річка)
Такуарембо (ісп. Río Tacuarembó) — річка у Східній Республіці Уругвай, найкрупніша права притока річки Ріо-Негро.
Річка починається на півночі департаменту Ривера і тече на південь через місто Транкерас. Частково формує кордон між департаментами Ривера та Такуарембо, далі пересікає департамент Такуарембо з півночі на південь і впадає у Ріо-Неґро  на кордоні департаменту Такуарембо та Дурасно.
Довжина річки 260 км. Басейн займає площу 14 тисяч км².